# Barrio del Alto (Puebla)
El Barrio del Alto es un populoso barrio de la Puebla de los Ángeles, ubicado al oriente de la traza española, cruzando el río de San Francisco.

## Historia
Originalmente, el sitio del barrio fue el de la fundación original de la ciudad, celebrándose en los terrenos de la hoy parroquia de la Santa Cruz la misa fundacional el 16 de abril de 1531, oficiada por Motolinía. Por heladas e inundaciones, esta primera fundación fue abandonada al poco tiempo y pasada a la ribera opuesta. Entonces, en su lugar los tlaxcaltecas que llegaron a trabajar en las obras de la fundación asentaron un arrabal, uno de los cuatro primeros que surgieron cuando se fundó la ciudad de los Ángeles, siendo los otros tres los de Mexicapan, Huejotzincocapan y Cholultecapan. En un principio recibió el nombre de Tlaxcaltecapan. Hasta el momento en que se fundaron nuevos barrios, tuvo por límites al sur el arroyo de Xonaca, al norte el Acueyametepec, al este sembradíos y al oeste el río de San Francisco. Posteriormente surgirían barrios como Xonaca y Xanenetla al norte de éste. El establecimiento del dicho arrabal (así como de todos los demás que hasta el momento se habían establecido) se oficializó hasta 1550, con la entrega de solares y exención de tributos previa en 1546
El primer monumento de importancia que se construyó fue el convento de San Francisco, que desde el principio establecieron los frailes para la administración de los sacramentos a los indios del arrabal, sirviendo así mismo de parroquia para los mismos. Así mismo, datan de esta época las primeras versiones de varias capillas.

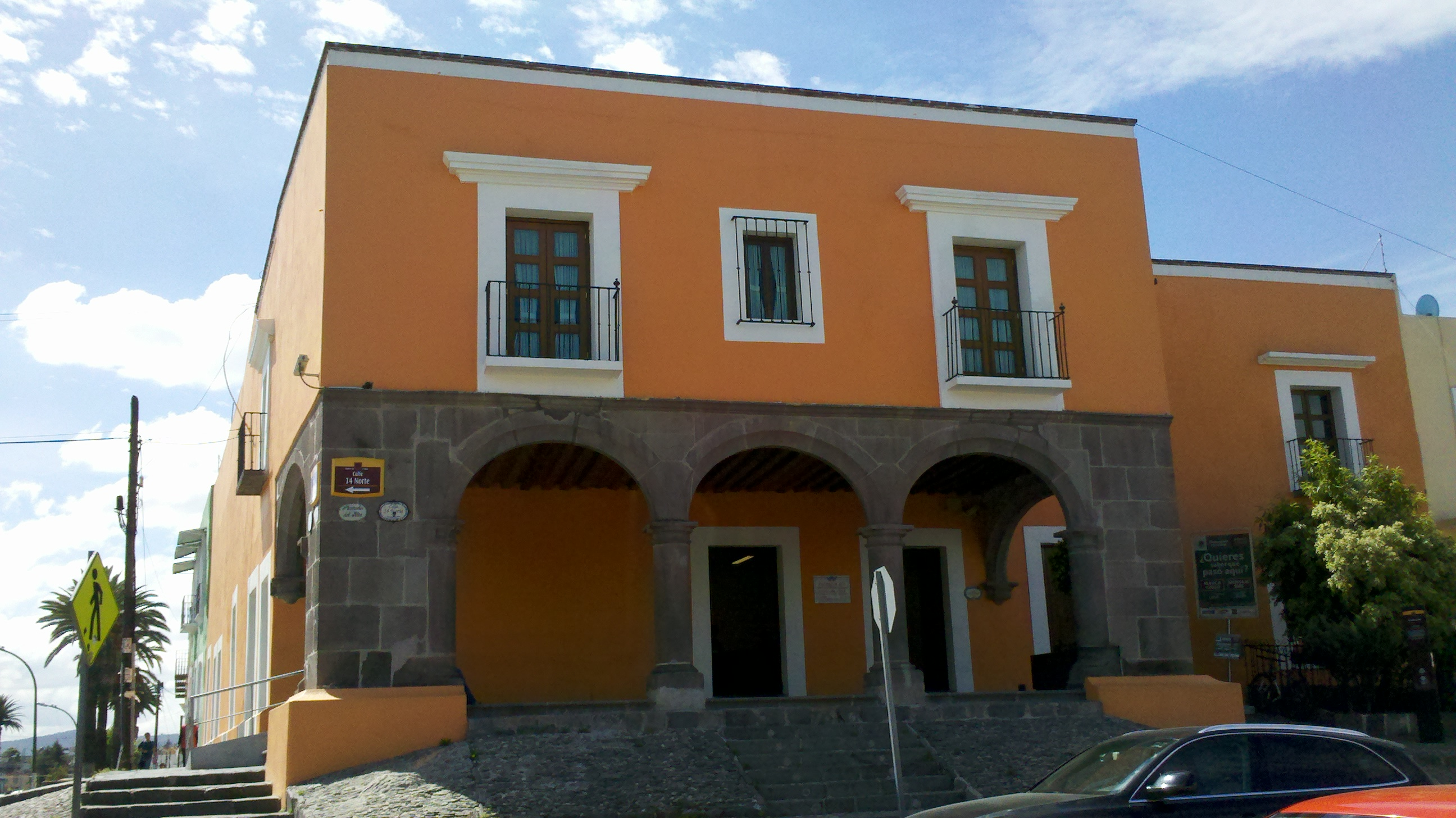
El Tecpan, hoy 'Portalillo'

En un principio, la gente dividió al mismo arrabal extraoficialmente en dos secciones. Estaba en primer lugar el barrio del Tecpan, constituido por el edificio de gobierno (llamado Tecpan, hoy El Portalillo), la plazuela y el convento mismo de San Francisco, así como otras cuadras circundantes. En segundo lugar, el de San Juan del Río, que eran las cuadras que rodean al templo homónimo, al principio una simple capilla, frente a la entrada de la cual no existía aún ninguna cuadra sino cultivos que se extendían hasta el río. Con el crecimiento de la ciudad, semejante subdivisión (al igual que los tlaxicallis de Analco) se volvió inútil, y lentamente desapareció.
La parroquia fue entregada por los frailes en l640, siendo obispo de Tlaxcala Don Juan de Palafox y Mendoza, permaneciendo bajo manejo de éstos el edificio conventual, y tomando los clérigos seculares posesión de las capillas a su alrededor. En un principio la administración se dio a la parroquia de San José, allende el río, pero eventualmente la necesidad forzó al obispo Manuel Fernández de Santa Cruz a erigir en el barrio a la parroquia de la Santa Cruz, lo cual se llevó a cabo en 1682. El edificio se comenzó en 1693, terminándose hasta 1714.
El barrio, aunque muy despoblado en ocasiones, no dejó de tener cierta importancia, pues constituía la puerta de entrada a la ciudad desde el oriente, en especial el Golfo de México. El camino real terminaba en el Puente de Nochebuena, donde se cruzaba el arroyo de Xonaca para adentrarse en la ancha Calle Real del Alto, que cruzando la Plazuela se convierte en la del Cireneo (por la capilla construida en una de sus banquetas), llegando finalmente al Puente de San Francisco, por el que se entraba a la traza española. A pesar de ello, jamás perdió el carácter popular que hasta hoy conserva.
Con el ensanchamiento de la ciudad hacia el oriente, el barrio dejó de constituir la puerta de entrada a la ciudad, convirtiéndose en parte de lo que hoy se llama el centro.

## Sitios de interés

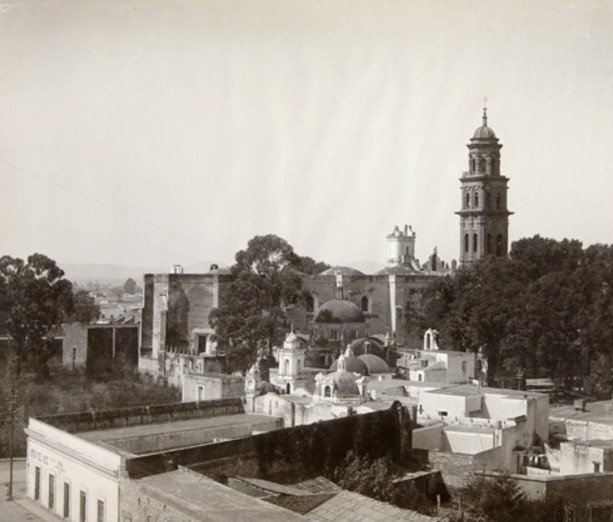
San Francisco a inicios del siglo XX

- Convento de San Francisco
- Parroquia de la Santa Cruz
- Templo de San Juan del Río
- Capilla del Ecce Homo
- Casa Aguayo
- El Portalillo
- Mercado del Alto